# Nekromantix
Nekromantix er et dansk-amerikansk psychobilly band, som blev dannet i 1989 i København. Bandet slog sig omkring 2002 ned i USA, hvor de siden jævnligt har turneret. Bandet debuterede på spillestedet Stengade 30 i 1989.
Tekster, musik og visuel stil er, som traditionen indenfor psychobilly-genren byder det, centreret omkring horror- og monster-tematikker, som det kendes fra bl.a. 1950'ernes horrorfilm. Udtrykket er overvejende klichéfyldt, men med en ironisk distance, og med en stor kærlighed til og respekt for 1950'er rock'n'roll'en i dens oprindelige rebelske og ekspressive form iblandet punkrockens energi og udtryk. Horror-forkærligheden afspejles i gruppens albumtitler, som bl.a. hedder "Hellbound", "Demons Are A Girl's Best Friend", "Dead Girls Don't Cry" og "Life Is a Grave & I Dig It!" og er selvfølgelig afleveret med et slet skjult glimt i øjet.
Frontfiguren i Nekromantix, og det eneste faste medlem gennem bandets historie, er den karismatiske Kim Nekroman (f. Kim Gaarde) og hans spektakulære kisteformede kontrabas med en "headstock" på bassen formet som et kors. Bandets længstvarende guitarist er Peter Sandorff, der dog i dag har forladt bandet og spiller med sit eget psychobilly band "Hola Ghost".
Nekromantix har bl.a. turneret i Sverige, Finland, Tyskland, England, Holland, Belgien, Frankrig, Japan og USA.

## Historie
Efter to koncerter i Stengade 30 spillede Nekromantix deres tredje koncert til en psychobilly festival i Hamborg, hvor deres optræden indbragte dem en pladekontrakt med amerikanske Tombstone Records, som udsendte Nekromantix debutalbum "Hellbound" i 1990. Herefter turnerede bandet kraftigt i Europa. 
Efter bandets andet album "Curse of the Coffin" i 1991 havde de bl.a. en musikvideo, der roterede på MTV. Deres tredje album "Brought Back to Life" var bl.a. Grammy nomineret i kategorien "Bedste Heavy Metal Album" – i mangel på en bedre kategorisering fra den etablerede danske musikbranche.
I midten af 1990'erne begyndte deres albums at få kultstatus i USA,[kilde mangler] på trods af at de ikke blev udsendt her og derfor skulle importeres. i 1999 holdt bandet 10 års jubilæums koncert i Stengade 30, som blev optaget af DR P3 og året efter udsendt som live albummet "Undead 'n' Live".
I 2000 spillede Nekromantix deres første koncerter i USA startende med det årlige "Psychobilly Rumble" i New York og bevægede sig ned langs den amerikanske vestkyst. I 2001 skrev bandet kontrakt med amerikanske Hellcat Records, som i 2002 udsendte bandets femte album "Return of the Loving Dead" i USA (album indspillet i Danmark) sammen med en ledsagende musikvideo til nummeret "Gargoyles Over Copenhagen". 
Frontfigur Kim Nekroman bosatte sig efterfølgende (ca. 2002) i USA, hvorefter Nekromantix har turneret USA flere gange. I 2005 var Kim Nekroman dog det eneste tilbageværende danske medlem i bandet, og to nye amerikanske musikere var kommet med. Herefter har der bl.a. været en spanier og en australier med i bandet, og i 2009 kom det første kvindelige medlem, trommeslageren Lux, med. Nekromantix har i alt udsendt 8 fuldlængde albums – heraf 3 i USA på Hellcat Records.
Kim Nekroman spiller også (dog på guitar) i det dansk-amerikanske psychobilly band HorrorPops som han dannede i 1996 med sin danske hustru Patricia Day (vokal og kontrabas – tidl. i punkrock bandet "Peanut Pump Gun"). Tidligere hovedguitarist Peter Sandorff spiller i dag i psychobilly bandet "Hola Ghost", der bl.a. turnerer en hel del i udlandet og hvis trommeslager "Ghost 707" er en Roland TR-707 trommemaskine (de betegner bl.a. deres stil som "Psychotic Flamencore"). Helt tidlige guitarist Paolo Molinari spiller i dag bl.a. kontrabas i det danske 40'er/50'er inspirerede country and western/hillbilly/Bluegrass band "Duck And Cover" (under kunstnernavnet Pee Wee. Bandet udkommer på svenske Heptown Records). Kristian Sandorff spiller i dag bl.a. med punkbandet Locators, der også inkluderer medlemmer fra hedengangne Gorilla Angreb. Helt tidlige kortvarige trommeslager Jens Brygmann er skuespiller og kendes bl.a. fra TV.

## Diskografi
Albums
- "Hellbound" – 12" LP, CD album (1990 – Tombstone Records)
- "Curse of the Coffin Released" – 12" LP, CD album (1991 – Nervous Records)
- "Brought Back to Life" – CD album (1992 – Intermusic)
- "Demons Are a Girl's Best Friend" – CD album (1996 – Kick Music)
- "Undead 'n' Live" – Live 12" LP, CD album (2000 – E.S.P. / Kick Music)
- "Return of the Loving Dead" – 12" LP, CD album (2002 – Hellcat Records)
- "Dead Girls Don't Cry" – 12" LP, CD album (2004 – Hellcat Records)
- "Life Is a Grave & I Dig It!" – 12" LP, CD album (2007 – Hellcat Records)

Singler
- "Brought Back to Life" – Single (1994 – Intermusic)
- "Demons Are a Girl's Best Friend" – Single (1996 – Kick Music)
- "Dead Bodies" – 12" EP (2005 – Rancid Records)
- "Drugshock – 7" S (2009 – Crazy Love Records)